# Площадь Испании (Санта-Крус-де-Тенерифе)
Площадь Испании является самой крупной и самой главной площадью на Канарских островах в центре Санта-Крус-де-Тенерифе, между площадью Сретения (Plaza de la Candelaria) и Морским проспектом (Avenida Marítima), примыкающим к порту.
Площадь Испании построена в 1929 году. Её размер — 5026 м².
Центральным элементом площади является Памятник павшим, построенный по замыслу капитана-генерала Гарсиа Эскамеса после Гражданской войны. Это башня в форме креста со смотровой площадкой наверху. Основанием памятника служит уже пустая сегодня подземная часовня. Окружает памятник скульптурная группа, спроектированная Энрике Сехасом Сальдиваром и Алонсо Рейесом.

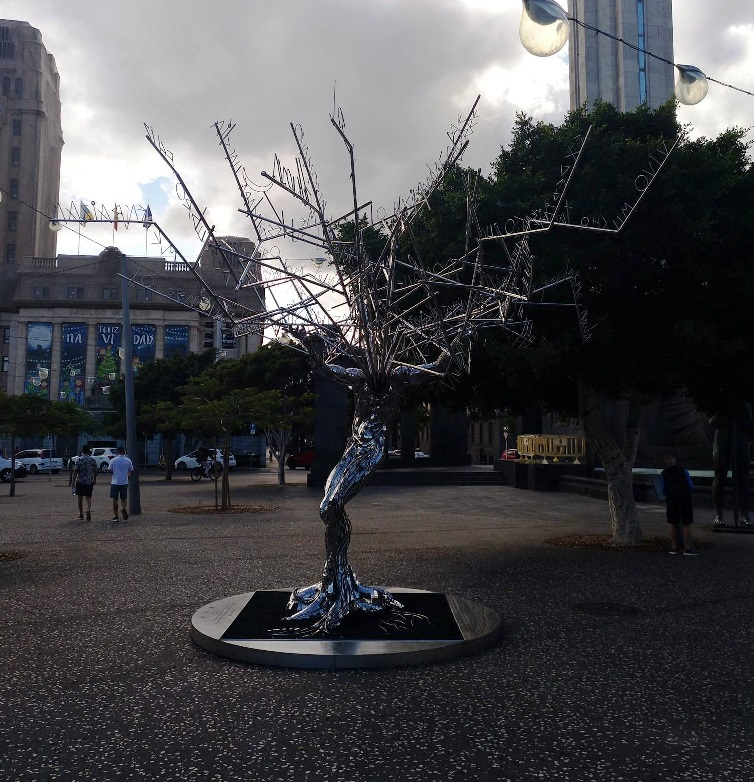
Скульптура Lo llevo bien.

Площадь Испании была перестроена по проекту швейцарских архитекторов Херцог и де Мёрон и Пьера де Мерона, победивших в конкурсе, проведённом портовыми властями провинции Санта-Крус. В центре площади сконструировали фонтан с морской водой. Вся площадь подсвечивается гирляндой из лампочек, выполненных в форме капель воды 3 разных размеров.
На одном конце рядом с озером Площадь Испании находится большой знак туристического бренда города: «Санта-Крус, сердце Тенерифе». Структура составляет 11,1 метра в длину и 1,4 метра в высоту. Буквы белые, за исключением последнего «а» слова Санта, которое представляет собой перевернутое синее сердце, в чьем верху есть ещё одно сердце в этом зелёный корпус помещен в естественное положение. Во время важных событий знак перекрашивается в разные цвета и с разными символами.
В 2021 году на площади была установлена скульптура баскского художника Хулио Ньето, известная как «Lo llevo bien». Это кусок нержавеющей стали высотой пять метров и весом 450 килограммов, в виде человека в форме дерева, который символизирует «оптимизм человека, который, несмотря на все его мысли, его хорошо переносит».
В туннеле под площадью Испании  выставлены сохранившиеся несколько стен замка Сан-Кристобаль, первого значительного укрепления на острове Тенерифе и главного оборонительного сооружения в заливе Санта-Крус.